# アルフレート1世・ツー・ヴィンディシュ＝グレーツ

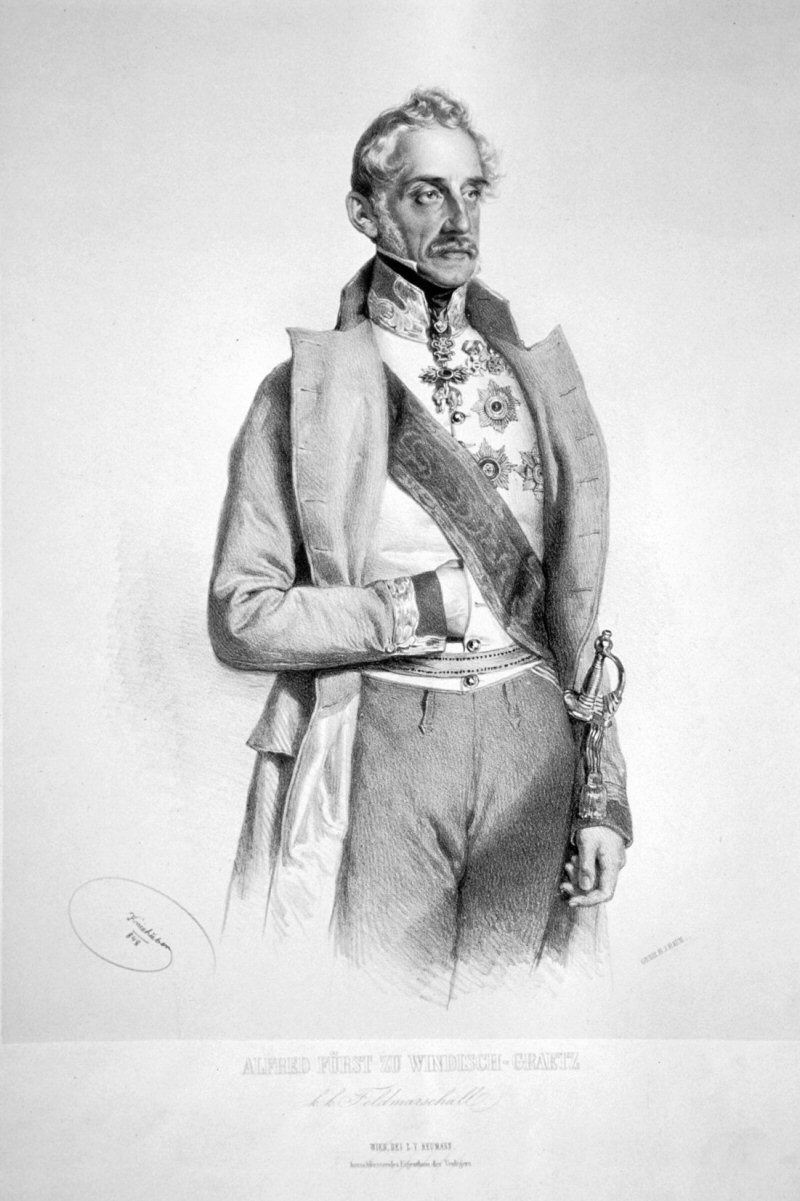
陸軍元帥ヴィンディシュ＝グレーツ侯爵、ヨーゼフ・クリーフーバー画、1848年

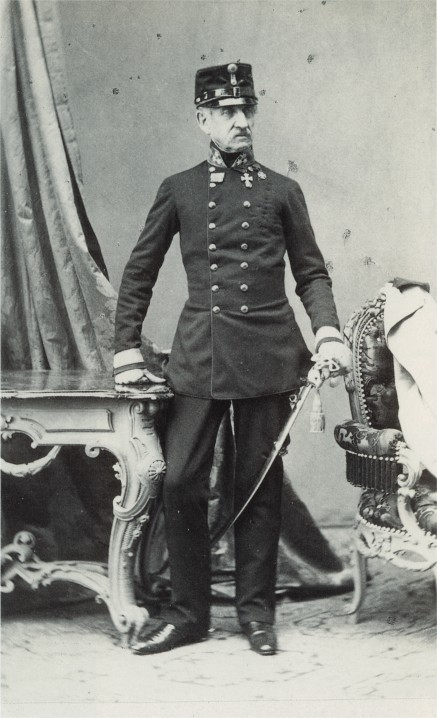
ヴィンディシュ＝グレーツ侯、ルートヴィヒ・アンゲラー撮影、1860年

アルフレート1世・カンディードゥス・フェルディナント・ツー・ヴィンディシュ＝グレーツ（Alfred I. Candidus Ferdinand Fürst zu Windisch-Graetz, 1787年5月11日 ブリュッセル - 1862年3月21日 ウィーン）は、オーストリアの貴族、軍人。陸軍元帥。

## 生涯
ボヘミアのターハウ（現在のチェコ領プルゼニ州タホフ）の領主ヨーゼフ・ニクラス・ツー・ヴィンディシュ＝グレーツ伯爵と、その2番目の妻でアーレンベルク公爵家の当主シャルル・マリー・レーモンの娘であるレオポルディーヌ（1751年 - 1812年）の息子として生まれた。1804年5月にヴィンディシュ＝グレーツ侯爵（Fürst zu Windisch-Graetz）に陞爵し、同年6月に17歳でオーストリア軍槍騎兵連隊所属の陸軍中尉に任官した。第3回、第5回、第6回の対仏大同盟戦争に参加、ライプツィヒの戦いなどで戦功を立て、ウィーン会議中には戦争の英雄としてもてはやされた。
1817年6月15日にフラウエンベルク（現在のチェコ領南ボヘミア州フルボカー・ナド・ヴルタヴォウ）において、シュヴァルツェンベルク侯女エレオノーレ（1796年 - 1848年）と結婚し、長男のアルフレート2世（1819年 - 1876年）をはじめ間に7人の子女をもうけた。エレオノーレはシュヴァルツェンベルク侯フェリックスの姉である。
1835年より自らの名前を通称に冠した第14竜騎兵連隊（Böhmisches Dragoner-Regiment „Fürst zu Windisch-Graetz“ Nr. 14）の連隊長を務めた。
ヴィンディシュ＝グレーツは、1848年から1849年にかけてのオーストリア帝国領における革命運動を抑圧した人物として知られ、自由主義者や民主主義者の間では非常に悪名高い人物となった。1848年6月中旬にプラハで6月暴動に際し、暴徒側に妻を殺害されながらも、プラハの首都長官として暴動を鎮圧した。フリードリヒ・エンゲルスは自らの発行する「新ライン新聞」において、ヴィンディシュ＝グレーツの暴動鎮圧を「オーストリアのごろつき軍隊がチェコ人に暴虐を働いたおかげで、ボヘミアとドイツ諸邦の平和的共存の可能性は完全に失われた」と酷評している。
1848年10月のウィーン蜂起において、ヴィンディシュ＝グレーツは皇帝フェルディナント1世によって鎮圧軍の最高司令官に任命された。10月31日のウィーン市街地への進軍によりヴィンディシュ＝グレーツは反革命派の勝利を確実なものとしたが、暴徒側から約2000人の死者と夥しい負傷者を出す結果となった。即決裁判による革命派政治家の処刑、とりわけフランクフルト国民議会議員のロベルト・ブルームの処刑は、国内外で大きな反発を引き起こした。
ヴィンディシュ＝グレーツは1849年3月のハンガリーの独立革命運動の鎮圧にも大きな役割を果たした。侯爵はオーストリア軍を率いてハンガリーに進駐し、1849年2月末のカポルナの戦いでハンガリー軍を破った。同年4月10日、義勇兵とポーランド人亡命民族主義者から構成されていたハンガリー革命軍は、オーストリア軍に最終的に敗北して解散を余儀なくされた。しかしその2日後の1849年4月12日、ヴィンディシュ＝グレーツは新皇帝フランツ・ヨーゼフ1世との意見の相違から陸軍大臣を解任され、後任にはルートヴィヒ・フォン・ヴェルデン男爵が選ばれた。ヴィンディシュ＝グレーツはボヘミアの領地に引退した。
その後、ヴィンディシュ＝グレーツは外交面で様々な活躍を見せ、1859年にはマインツ要塞の総司令官となり、1861年にはオーストリア貴族院議員となった。翌1862年にウィーンで世を去った。